# 古斯塔夫·阿道夫亲王
古斯塔夫·阿道夫（Gustaf Adolf，Gustaf Adolf Oscar Fredrik Arthur Edmund，1906年4月22日—1947年1月26日），過世時為瑞典王儲，兼任西博滕公爵，但因意外早逝未能成为新任瑞典国王。其為现任瑞典国王卡尔十六世·古斯塔夫之父。
其為瑞典国王古斯塔夫六世·阿道夫與表姊兼第一任妻子康諾的瑪嘉烈公主之长子。出生时为瑞典国王奧斯卡二世之曾孙，瑞典王位第三顺位继承人。次年，祖父登基為王，是为古斯塔夫五世，父亲成为瑞典王储，他的继承顺序上升为第二位。其母亲為维多利亚女王第三子康诺特公爵阿瑟王子與王妃普魯士的路易絲·瑪格麗塔之女儿。
1932年10月19日其與表妹萨克森-科堡-哥达公国的施比拉郡主结婚，施比拉郡主為萨克森-科堡-哥达公爵卡尔·爱德华之女儿，维多利亚女王之曾孙女，奥尔巴尼公爵利奥波德王子之孙女。共育有四女一男:
- 玛格丽塔·德茜蕾·维多利亚（Margaretha Désirée Victoria，1934年10月31日－），安伯勒夫人
- 貝爾吉塔·英格堡·爱丽丝（Birgitta Ingeborg Alice，1937年1月19日－2024年12月4日），霍亨索伦王妃
- 德茜蕾·伊莉莎白·施比拉（Désirée Elisabeth Sibylla，1938年6月2日－），希爾佛斯丘男爵夫人
- 克里斯蒂娜·路易丝·海伦娜（Christina Louise Helena，1943年8月3日－），马格努松夫人
- 卡尔·古斯塔夫·富尔克·胡贝图斯（Carl Gustaf Folke Hubertus，1946年4月30日－），耶姆特兰公爵，现任瑞典国王

1947年1月26日，古斯塔夫·阿道夫王储於丹麦哥本哈根凯斯楚普机场的1947年凱斯楚普機場空難中丧生。此後引發瑞典王位繼承問題，最終由其子繼承王位。